# Gadoversetamide
Gadoversetamide là một thuốc cản quang MRI dựa trên gadolinium, đặc biệt để chụp ảnh não, cột sống và gan. Nó được bán trên thị trường dưới tên thương mại Optiophone.